# Lex patriae
El término latino lex patriae quiere decir el de la nacionalidad. Se utiliza en el derecho internacional público para determinar qué ley de fondo regirá una determinada controversia cuando para resolver esta se puede optar entre leyes de diferentes Estados, y los resultados de la disputa variarán dependiendo de cual ley se aplique.
- Datos: Q3753511